# Omobranchus woodi
Omobranchus woodi es una especie de pez de la familia Blenniidae en el orden de los Perciformes.

## Morfología
• Los machos pueden llegar alcanzar los 8 cm de longitud total.

## Reproducción
Es ovíparo.

## Hábitat
Es un pez de mar y de clima subtropical.

## Distribución geográfica
Se encuentra desde KwaZulu-Natal hasta Swartvlei.